# Tribunal de Crimes de Guerra de Nanquim

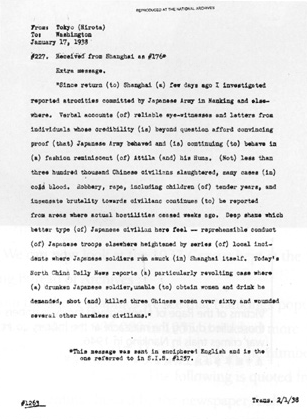
O telegrama de Harold John Timperley de 17 de janeiro de 1938 descrevendo algumas atrocidades e utilizado como prova contra Hisao Tani.

O Tribunal de Crimes de Guerra de Nanquim foi criado em 1946 pelo governo de Chiang Kai-shek para julgar oficiais do Exército Imperial Japonês acusados de crimes cometidos durante a Segunda Guerra Sino-Japonesa. Foi um dos dez tribunais estabelecidos pelo governo nacionalista.
Os acusados incluíam o tenente-general Hisao Tani, o general Rensuke Isogai, o comandante da companhia, capitão Gunkichi Tanaka, e os segundos-tenentes Toshiaki Mukai e Tsuyoshi Noda, que ficaram famosos pelo concurso matança de cem homens.
O General Yasuji Okamura foi condenado por crimes de guerra em julho de 1948 mas foi imediatamente protegido da justiça por uma ordem pessoal do Generalíssimo Chiang Kai-shek,líder da China que o manteve como conselheiro militar do Kuomintang (KMT).

Enquanto era interrogado pelos investigadores, ele testemunhou sobre o massacre de Nanquim: 
Eu concluí o seguinte com base no que ouvi do Oficial de Estado-Maior Miyazaki, do Chefe do Departamento de Serviços Especiais da CCAA (Exército da Área da China Central), Harada, e do Chefe do Departamento de Serviços Especiais de Hangzhou, Hagiwara, um ou dois dias depois de minha chegada a Xangai. Primeiro, é verdade que dezenas de milhares de atos de violência, como saques e estupros, ocorreram contra civis durante o ataque a Nanquim. Em segundo lugar, as tropas da linha de frente se entregaram à prática maligna de executar prisioneiros de guerra sob o pretexto de (falta de) rações.
Iwane Matsui foi julgado pelo tribunal de Tóquio ; o príncipe Kan'in Kotohito, Kesago Nakajima e Heisuke Yanagawa estavam mortos desde 1945; Isamu Cho cometeu suicídio; e o príncipe Yasuhiko Asaka estava sob imunidade concedida pelo general americano Douglas MacArthur como membro da família imperial. Hisao Tani foi, portanto, o único outro general processado pelo Massacre de Nanquim. Ele foi considerado culpado em 6 de fevereiro de 1947 e executado por um pelotão de fuzilamento em 26 de abril. Todos os acusados foram condenados à morte em 1947.
O número de mortos de 300.000 é a estimativa oficial gravada na parede de pedra na entrada do Salão Memorial para as Vítimas Compatriotas do Massacre de Nanquim, cometido pelo Exército Japonês, em Nanquim.

## Réus notáveis
- Rensuke Isogai : Ex-governador de Hong Kong e Chefe do Estado-Maior do Exército de Guangdong. Condenado à prisão perpétua. Solto em 1952 e autorizado a retornar ao Japão. Morreu em 1967.
- Takashi Sakai : Ex-governador de Hong Kong e comandante de vários exércitos japoneses na China. Condenado à morte e executado em 1946.
- Hisakazu Tanaka : Ex-governador de Hong Kong e comandante do 23º Exército . Condenado à morte e executado em 1947.
- Hisao Tani : Comandante de unidades japonesas que cometeram o Massacre de Nanquim . Condenado à morte e executado em 1947.
- Tenentes Toshiaki Mukai e Tsuyoshi Noda: Os dois principais participantes do "Concurso para matar 100 pessoas usando uma espada": Ambos condenados à morte e executados em 1948.
- Capitão Gunkichi Tanaka: Matou pessoalmente mais de 300 prisioneiros de guerra e civis chineses com sua espada durante o Massacre de Nanquim. Condenado à morte e executado em 1948.[4]